# Kašan
Kāshān (perzijsko کاشان, latinizirano: Kāšān, Kačan) je mesto in glavno mesto okrožja Kašan, v provinci Isfahan v Iranu. Od Teherana je oddaljen 200 km južno. Ob popisu 2006 je imel 248.789 prebivalcev, ocena 2012 je 275.000.
Izvor imena mesta prihaja od Kasiancev, prvotnih prebivalcev mesta, katerega ostanke so našli v Tepe-Sialk izpred 9000 let; kasneje se je ime spremenilo v Kašian. Med 12. in 14. stoletjem je bil Kašan pomembno središče za proizvodnjo visoko kakovostne keramike in ploščic. V sodobnem perzijskem jeziku se beseda kāšī uporablja za ploščice.
Kašan se nahaja v dolini na severnem robu gorovja Kuhrud. Zaradi nizko ležeče lokacije se toplota akumulira v dolini in ima še posebej vroča poletja. Kašan ima tipično puščavsko podnebje z zelo vročimi poletji in mrzlimi zimami. Sneg pade izjemoma, zelo malo je dežja, pa še ta pada pozimi.

## Zgodovina
Arheološke najdbe v gričih Sialk, ki ležijo 4 km zahodno od Kašana kažejo, da je ta regija ena od glavnih centrov civilizacij prazgodovinske starosti. Kašan sega v obdobje Elamitskega Irana. Sialk Zigurat še danes po 7000 letih stoji v predmestju Kašana.
Artefakte, ki so jih odkrili na gričih Sialk hranijo v Louvru v Parizu, Metropolitan Museum of Art v New Yorku in Iranskem narodnem muzeju.
Po nekaterih navedbah naj bi bil Kašan izvor vseh treh modrecev, ki so sledili zvezdi, ki jih je usmerjala v Betlehem, da bi bili priča Kristusovemu rojstvu, kot je navedeno v Svetem pismu. Ne glede na zgodovinsko veljavnost te zgodbe, to govori o ugledu Kašana.
Abu- Lu'lu'ah / Pirouz Nahāvandi, perzijski vojak, ki je bil zasužnjen od islamskih osvajalcev in na je ubil kalifa Umar al-Khattaba v letu 643 n. št., je po atentatu domnevno pobegnil v Kašan in tam živel nekaj let, preden so ga dokončno ujeli in usmrtili. Njegova grobnica je ena od vidnih znamenitosti Kašana.
Sultan Malik šah I. iz seldžuške dinastije je v 11. stoletju ukazal izgradnjo utrdbe sredi Kašana. Obzidja utrdbe, imenovane Ghal'eh Jalali še vedno stojijo sredi mesta.
Kašan je bil tudi letovišče safavidskih kraljev. Bagh-e Fin (Vrtovi Fin) so eni od najbolj znanih vrtov v Iranu. Ta lep vrt z bazenom in sadovnjaki je zasnoval šah Abbas I. kot klasično perzijsko podobo raja. Izvirne stavbe Safavidov so podrli in ponovno zgradili nove vladarji Kadžarska dinastije, čeprav je postavitev dreves in marmornih bazenov podobna izvirniku. Sam vrt pa je bila prvič urejen pred 7000 leti poleg Cheshmeh-ye-Soleiman. Vrt je znan kot mesto umora kana Mirza Taghi-ja, znanega kot Amir Kabir, kanclerja iranskega kralja šaha Nasser-al-Dina leta 1852.

## Danes
Čeprav ima mesto Kašan veliko lokacij zanimivih za turiste, je mesto še vedno v veliki meri turistično nerazvito. Qamsar in Abyaneh sta zanimivi mesti v okolici, ki tudi privabljata turiste. V bližini mesta Niasar je umetna jama in ognjišče zgodovinskega pomena.
Kašan je mednarodno znan po proizvodnji preprog, svile in drugih tekstilij. V mestu danes izdelajo večino iranskih tovarniško izdelanih preprog, imajo tudi predelavo marmorja in industrijo bakra. Skupaj s predmestji ima 400.000 prebivalcev.
Ghaleh Jalali se nahaja na južnem robu starega mestnega obzidja. Južni del zidu in Ghaleh (citadela) sta združena v enoten objekt. Zunaj obzidja so kmetijske površine, ki jih je namakajo in manjše kmetije in stanovanjske hiše.
40 km jugovzhodno od Kašana se nahaja v bližini mesta Natanzu podzemni obrat za bogatenje urana, ki je del iranskega jedrskega programa.

## Znamenitosti
Kashanske arhitekturne zanimivosti so:
- mošeja Agha Bozorg
- hiša Boroujerdi (Borūǧerdī)
- hiša Tabātabāei (Ḫāne-ye Ṭabāṭabāʾī)
- hiša Āmeri
- hiša Abbāsi
- hiša Attarha
- hiša Al-e Yaseen
- Sultan Amir svetišče in kopališče
- Trdnjava 40 Dokhtaran
- Pirouz Nahavandi/Abu-Lu'lu'ah svetišče (Morilec drugega kalifa sunitske stranke)
- Vrtovi Fin
- Sialk zigurat
- Ghal'eh jalali
- Kašanski bazar
- Timcheh Amin-o-dowleh

- Glavno dvorišče Ḫāne-ye Ṭabāṭabāʾī
- Hiša Borūǧerdī
- Vrtovi Fin
- Mošeja Aqā-Bozorg - posnetek iz leta 1873, Ernst Hoeltzers)

## Izobraževanje
Šole in univerze v Kašanu so:
- Univeza medicinskih znanosti Kašan, ustanovljena leta 1986.
- Islamska Azad Univerza, Kašan
- Kašanska Univerza iz leta 1974 in ima okoli 4500 študentov.

## Znani meščani
- Jamshid Masud Al-Kashi (um 1380–1429), Matematik in Astronom
- Kamal-ol-Molk (1847–1940), slikar
- Sohrab Sepehri (1928–1980), iranski pesnik slikar Moderne
- Nossrat Peseschkian (1933–2010), iransko-nemški nevrolog, psihiater in psihoterapevt
- David Alliance (* 1932), britanski poslovnež in politik
- Yedidia Shofet nekdanji glavni rabin v Iranu in po svetu duhovni vodja perzijskih Židov.
- Leghāi-e Kāshāni, pesnik
- Amir Ghiāss od-Din, eden od generalov Safavidskega kralja šaha Abbasa II., ki ga je spremljal v vojnah za osvojitev Kandaharja leta 1648. Je patriarh družine Zarrābi v Kašanu in eden od prednikov znanega iranskega pesnika Mohammad-Taql Bahar
- Isaac Larian izvršni direktor MGA Entertainment
- Ruknaddin Masud Masihi, Azeri pesnik
- Seyyed Hossein Nasr, Vodilni islamski filozof in eksponent Večne Filozofije

## Pobrateno mesto
- Švedska Umeå, Švedska